# Lou Donaldson
Louis Andrew Donaldson (Badin (North Carolina), 1 november 1926 – Fort Lauderdale (Florida), 9 november 2024) was een Amerikaanse jazzsaxofonist, -componist en orkestleider. In zijn ruim 60-jarige loopbaan speelde hij onder meer met Milt Jackson, Thelonious Monk, Art Blakey, Jimmy Smith en George Benson. Muzikanten als Horace Silver, Clifford Brown, Ray Barretto, Grant Green, Big John Patton, Lonnie Smith, Blue Mitchell en Donald Byrd maakten hun eerste opnamen met Donaldson.
Lou Donaldson was een pionier op het gebied van zowel hardbop als souljazz en een van de meest gesamplede jazzmuzikanten.

## Biografie
Louis A. Donaldson werd als tweede van vier kinderen geboren in Badin, een klein stadje aan de voet van het Uwharrie-gebergte. Zijn moeder Lucy Wallace Donaldson, was een geschoolde concertpianiste en werkte als muzieklerares aan de Badin High School en als organiste in een kerk. Zijn vader Louis Andrew Donaldson sr. werkte als verzekeringsagent en pastoor. Toen Lou Donaldson negen jaar was, gaf zijn moeder hem een klarinet. Op 15-jarige leeftijd speelde hij in de plaatselijke fanfare. Tijdens zijn studie werd hij in 1945 opgeroepen voor de marine. Hij speelde in de plaatselijke militaire band en schakelde over naar zijn huidige roeping, de altsaxofoon. Zijn grote voorbeeld was Charlie Parker, die toen op het hoogtepunt van zijn muzikale carrière was. Na het voltooien van zijn militaire dienst, hervatte Lou Donaldson zijn onderbroken hbo-opleiding en studeerde in 1947 af met een Bachelor of Science. Daarna ambieerde hij een semi-professionele honkbalcarrière. Pas op aandringen van drummer Poppa Jo Jones verhuisde hij in 1950 naar New York, waar hij talloze weekendoptredens speelde in de jazzclubs van Harlem.

## Eerste fase bij Blue Note (1952-1963)

### Ontdekking en vroege opnamen
Tijdens een optreden in Minton's Playhouse werd Donaldson ontdekt door Alfred Lion, de oprichter en talentscout van Blue Note Records. Lion huurde Donaldson in als Charlie Parker-achtige saxofoonbegeleiding voor een plaat van het Milt Jackson Quartet, later het Modern Jazz Quartet. Op 30 mei 1952 vergezelde Lou Donaldson een sessie van Thelonious Monk, die verscheen op het Blue Note-album Genius of Modern Music: Volume 2. Tevreden over de opnamen, bood Alfred Lion hem opnamen aan als soloartiest. Een van de meest vruchtbare samenwerkingen van het jazzlabel begon. Van 1952 tot 1963 nam Lou Donaldson drie 10" en dertien 12" lp's op voor Blue Note Records, onder andere met percussionist Ray Barretto en drummer Art Blakey. Het album Midnight Sun (Blue Note LT-1028) uit 1960 met Ray Barretto en Horace Parlan werd pas in 1980 uitgebracht en alleen in Japan. Het kenmerkende nummer van Donaldson uit die tijd is Blues Walk.

### A Night at Birdland
Lou Donaldson speelde in 1954 in het Art Blakey Quintet, een kortstondig voortraject voor de beroemde Jazz Messengers. Het kwintet bestond uit drummer Art Blakey, pianist Horace Silver, trompettist Clifford Brown en bassist Curly Russell. Een getuigenis van deze samenwerking is het livealbum A Night at Birdland, dat werd uitgebracht bij Blue Note Records en een van de eersten was die werd toegewezen aan het nieuwe subgenre hardbop. Het dubbelalbum werd op 21 februari 1954 opgenomen in de New Yorkse jazzclub Birdland. De aankondiging van de avond door Pee Wee Marquette (met de introductie van alle betrokken muzikanten) is een klassieker op zich geworden en is als sample te horen in fragmenten aan het begin van de acid jazz standard Cantaloop door de formatie Us3.

### Als orkestleider
Als orkestleider heeft Donaldson aanzienlijke groepservaring. Muzikanten als Horace Silver, Clifford Brown, Ray Barretto, Grant Green, Big John Patton, Blue Mitchell, Lonnie Smith, Donald Byrd, Horace Parlan, Tommy Turrentine, Al Harewood, George Tucker, Jamil Nasser en Curtis Fuller maakten als begeleiders voor Lou Donaldsons band hun eerste plaatopnamen. Donaldson begeleidde ook orgellegende Jimmy Smith op verschillende vroege albums, bijvoorbeeld op het succesvolle Blue Note-album The Sermon!.

## Tweede etappe bij Blue Note (1967-1975)

### Sweet Slumber/Lush Life
In 1963 brak Donaldson met zijn traditionele label en tekende hij voor vier jaar bij het platenlabel Argo-Cadet uit Chicago, waar hij zes albums opnam. Toen hij in 1967 terugkeerde naar Blue Note, maakte hij nog 13 albums voor het jazzlabel. Om weer op het goede spoor te komen, nam Donaldson een plaat op met langzame liefdesliedjes, die hij Sweet Slumber en achteraf gezien zijn beste album noemde. Het album is gearrangeerd door Duke Pearson.
Het label Blue Note Records veranderde ondertussen van eigenaar en werd verkocht aan concurrent Liberty Records. Het balladalbum, dat nogal atypisch was voor Donaldson, verdween in de la en werd voor het eerst gepubliceerd in Japan in 1980 als Lush Life en vervolgens in de Verenigde Staten in 1986.

### Soul-jazz-fase
In plaats daarvan nam Donaldson een nieuw album op met een compleet nieuwe band. Hiervoor haalde hij twee musici van het jonge George Benson Quartet naar Blue Note: de jazzgitarist George Benson en de organist Lonnie Smith. Een spontane improvisatie, die onder tijdsdruk ontstond en de vrije minuten op het album moest opvullen, werd de Alligator Bogaloo. Het instrumentale stuk werd het openingsnummer van het gelijknamige album en ontwikkelde zich tot het nieuwe kenmerkende nummer van Donaldson. Zowel het album als de singlepublicatie behoren tot de meest succesvolle publicaties van Donaldson. Tegelijkertijd is Alligator Bogaloo een mijlpaal geworden in het opkomende souljazzgenre, niet in de laatste plaats dankzij het groovende orgelgeluid van Lonnie Smith.
Gemotiveerd door het commerciële succes, volgden de even pakkende albums Mr. Shing-A-Ling, Midnight Creeper, Say It Loud!, Hot Dog en Everything I Play Is Funky met korte tussenpozen. Deze albums werden echter al geproduceerd door Francis Wolff, aangezien de oprichter van het label, Alfred Lion inmiddels uit de muziekbusiness was gestapt. Zowel optisch als sonisch veranderden deze jazzalbums met hun psychedelische platenhoezen. De hardbop van de jaren 1950 maakte plaats voor de souljazz van de jaren 1960 en de piano werd vervangen door een Hammondorgel. Naast de moderne klank was het gebruik van het innovatieve Hammond-orgel vooral te danken aan het toerleven, aangezien een concertvleugel zelden ter plaatse beschikbaar was.
De hits uit die fase beleefden een revival in de eerste helft van de jaren 1990 door de opkomst van acidjazz en als samples in jazz rap. Blue Note Records voorzag in de vraag met speciaal samengestelde albums als The Righteous Reed! The Best of Poppa Lou (1994) en Lou Donaldson - Blue Break Beats (1998).
Elk jaar werden er in de jaren 1970 meer soulvolle albums uitgebracht, die steeds meer werden aangepast aan de hedendaagse smaak met funky overdubs en achtergrondzangers. Het album Sassy Soul Strut uit 1973 had niets gemeen met het geluid van het vorige decennium en Donaldson verliet het Blue Note-label in 1975 voorgoed.

## Latere jaren

### Sweet Poppa Lou
Lou Donaldson kreeg zijn bijnaam Sweet Poppa Lou van radio-dj Bob Porter. Tijdens een opnamesessie begin jaren 1980 speelde Donaldson voor hem de ballad If I Should Lose You. Bob Porter, die uitzonderlijk van de opname genoot, liet zich meeslepen door het opwindende Oh, Sweet Papa Lou! Het begeleidende album, Donaldsons eerste voor Muse Records, heette toen ook Sweet Poppa Lou (1981). De saxofonist had in 1974 al een plaat opgenomen voor Blue Note onder de titel Sweet Lou.

### Latere optredens
Ondanks zijn hoge leeftijd bleef Lou Donaldson live optreden, onder meer op 3 januari 2016 als het Lou Donaldson Quartet in de Club Jazz Standard in New York. Ter gelegenheid van de 75e verjaardag van Blue Note Records in 2014 trad het Lou Donaldson Quartet op in zijn meest succesvolle opstelling - met de organist Dr. Lonnie Smith. De band speelde de twee hits Whiskey Drinkin' Woman en Alligator Bogaloo. In zijn aankondiging kondigde Lou Donaldson zijn motto als muzikant aan - "no fusion, no confusion" - en beschreef hij zichzelf als de oudste overlevende van de oorspronkelijke crew van het platenlabel.

## Muzikale creatie
Lou Donaldson was een van de jazzmuzikanten die halverwege de jaren 1950 bop met blues- en soulelementen ontwikkelde tot hardbop. In de jaren 1960 ontwikkelde hij een aanstekelijk geluid, de souljazz, met behulp van de conga (Ray Barretto), gitaar en Hammondorgel. Dit is waarschijnlijk een van de redenen waarom hij een van de meest populaire jazzmuzikanten van de jaren 1960 was en op veel best-of-samplers van Blue Note Records staat.
Onder de muzikanten die hem bij platenbijeenkomsten vergezelden, waren bekende collega's zoals de elektrische organisten Brother Jack McDuff, Big John Patton, Dr. Lonnie Smith, Charles Earland en Leon Spencer, de drummers Art Blakey, Art Taylor, Grady Tate en Ben Dixon, de trompettisten Kenny Dorham, Donald Byrd en Blue Mitchell en de gitaristen Grant Green, George Benson en Melvin Sparks.
Naast zijn eigen stukken, zoals gebruikelijk in het genre, vertolkte hij veel van anderen, bijvoorbeeld jazzstandards als Caravan van Duke Ellington en Summertime van George Gershwin. Hij maakte jazzbewerkingen van nummers uit het soul- en funk-genre, bijvoorbeeld If There’s Hell Below (We're All Gonna Go) van Curtis Mayfield en Say It Loud! van James Brown. Aan het begin van de jaren 1970 veranderde Donaldson zijn timbre in de opkomende funkmuziek en integreerde deze in zijn werk Sassy Soul Strut.
Het spel van Lou Donaldson werd altijd beïnvloed door de blues.

## Privéleven
Lou Donaldson was sinds de jaren 1950 getrouwd met zijn jeugdliefde Maker uit North Carolina. De relatie resulteerde in twee dochters, waaronder Carol, de huidige psycholoog Dr. Carol Webster, auteur en oprichter van de in Fort Lauderdale gevestigde African American Success Foundation. Maker Donaldson overleed in 2006. Donaldson droeg de compositie Maker's Dream op aan zijn vrouw op het album Color as a Way of Life uit 1977.
Lou Donaldson overleed op 9 november 2024 op 98-jarige leeftijd. 

## Onderscheidingen
Lou Donaldson was sinds 1996 lid van de International Jazz Hall of Fame en sinds 11 oktober 2012 van de North Carolina Music Hall of Fame. In 2013 ontving Lou Donaldson de prestigieuze NEA Jazz Masters Fellowship na zijn metgezellen Horace Silver (1995), Jimmy Smith (2005), Ray Barretto (2006) en George Benson (2009).

## Ontvangst
- 1991: De Franse rapper MC Solaar gebruikte een sample uit One Cylinder (1967) voor Qui Sème Le Vent Récolte Le Tempo.
- 1991: De La Soul gebruikte It's Your Thing (1969) voor Bitties in the BK Lounge (op De La Soul Is Dead).
- 1992: A Tribe Called Quest gebruikte een sample uit Who's Making Love (1969) in Hot Sex (op Boomerang OST).
- 1992: Us3 gebruikte een sample van Everything I Do Gonna Be Funky (1969) op hun single Cantaloop (Flip Fantasia).
- 1992: Dr. Dre gebruikte de drums van Pot Belly (1970) in Rat-Tat-Tat-Tat (op The Chronic).
- 1993: Hot Dog gebruikte De La Soul voor 3 Days Later (op Buhloone Mindstate).
- 1993: Donaldsons interpretatie van Ode to Billie Joe (1967) gebruikt Cypress Hill in 3 Lil' Putos (op Black Zondag).
- 1993: Us3 gebruikte een sample van Cool Blues (1961) in It's Like That (op Hand on the Torch).
- 1993: Run DMC gebruikte een sample uit Donkey Walk (1970) in 3 in the Head (op Down with the King).
- 1994: Madonna gebruikte It's Your Thing (1969) voor I'll Rather Be Your Lover (op Bedtime Stories).
- 1996: De La Soul gebruikte Who's Making Love (1969) voor Wonce Again Long Island (op Stakes Is High).
- 2013: Eminems Bad Guy (op The Marshall Mathers LP 2) gebruikt een drumsequentie van Ode to Billie Joe (op Mr.Shing-A-Ling; 1967)
- 2015: A$AP Rocky's nummer L $ D (op At.Long.Last.A $ AP) gebruikt ook de drumsequentie van Ode To Billie Joe (op Mr.Shing-A-Ling; 1967)

## Filmoptredens
- 1997: Lou Donaldson had een kort gastoptreden in de documentaire Blue Note: A Story of Modern Jazz van de Duitse regisseur Julian Benedikt. Aan het begin van hoofdstuk 4 stelt hij zichzelf voor met de woorden: 'My name is Louis A. Donaldson, better known to Jazz fans as Lou Donaldson'. Daarna ontmoet hij in de Rudy Van Gelder-studio de bassist Bob Cranshaw en andere naamloze metgezellen die de 70-jarige hartelijk verwelkomen.[11]
- 2018: It Must Schwing! The Blue Note Story, documentaire, regisseur: Eric Friedler, producent: Wim Wenders, Duitsland.[12]
- 2018: Blue Note Records: Beyond the Notes, regisseur: Sophie Huber, Zwitserland en de Verenigde Staten.

## Discografie

### Als orkestleider
- 1952/54 (1957): Quartet/Quintet/Sextet (Blue Note), met Horace Silver, Elmo Hope, Blue Mitchell, Kenny Dorham, Art Taylor en Art Blakey.
- 1952: New Faces New Soens (Blue Note), Lou Donaldson en Clifford Brown met Elmo Hope, Percy Heath en Philly Joe Jones.
- 1957: Wailing with Lou (Blue Note), met Donald Byrd, Herman Foster, Peck Morrison en Art Taylor.
- 1957: Swing and Soul – Lou Donaldson, Vol. 3 (Blue Note), met Herman Foster, Peck Morrison, Dave Bailey en Ray Barretto.
- 1957: Lou Takes Off (Blue Note), met Donald Byrd, Curtis Fuller, Sonny Clark, Jamil Nasser en Art Taylor.
- 1958: Blues Walk (Blue Note), met Herman Foster, Peck Morrison, Dave Bailey en Ray Barretto.
- 1959: LD + 3 (Blue Note), Lou Donaldson samen met Gene Harris en The Three Soens.
- 1959: The Time Is Right (Blue Note), met Horace Parlan, Peck Morrison, Dave Bailey, Ray Barretto.
- 1960: Sunny Side Up (Blue Note), met Horace Parlan, Bill Hardman, Laymon Jackson, Sam Jones en Al Harewood.
- 1960 (1980): Midnight Sun (Blue Note), met Horace Parlan, George Tucker, Al Harewood en Ray Barretto.
- 1961: Here 'Tis (Blue Note), met Baby Face Willette, Grant Green en Dave Bailey.
- 1961: Gravy Train (Blue Note), met Herman Foster, Ben Tucker, Dave Bailey en Alec Dorsey
- 1961/1963 (1999): A Man With a Horn (Blue Note), met Brother Jack McDuff, Grant Green, Joe Dukes, Irvin Stokes, Big John Patton en Ben Dixon.
- 1962: The Natural Soul (Blue Note), met Tommy Turrentine, Big John Patton, Grant Green en Ben Dixon.
- 1963: Good Gracious! (Blue Note), met John Patton, Grant Green en Ben Dixon.
- 1963: Signifyin’ (Argo Records, Cadet Records), met Tommy Turrentine, Big John Patton en Ben Dixon.
- 1964: Possum Head (Argo) met Big John Patton en Ben Dixon.
- 1964: Cole Slaw (Argo) met Ray Barretto.
- 1964 (1965): Rough House Blues (Cadet), met Grady Tate en Oliver Nelson.
- 1965: Musty Rusty (Cadet), met Ben Dixon, Grant Green, William Gardner en Bill Hardman.
- 1965 (1970): Fried Buzzard (Cadet), met Idris Muhammad.
- 1966: Lou Donaldson at His Best (Cadet), met Grady Tate, Calvin Newborn, William Gardner en Bill Hardman.
- 1967 (1980/1986): Sweet Slumber / Lush Life (Blue Note), met Freddie Hubbard, Garnett Brown, Wayne Shorter, Al Harewood, Duke Pearson en weiteren.
- 1967: Alligator Bogaloo (Blue Note), met Melvin Lastie, George Benson, Lonnie Smith en Leo Morris.
- 1967: Mr. Shing-A-Ling (Blue Note), met Blue Mitchell, Jimmy 'Fats' Ponder, Lonnie Smeth en Leo Morris.
- 1968: Midnight Creeper (Blue Note), met Blue Mitchell, George Benson, Lonnie Smeth en Idris Muhammad.
- 1968: Say It Loud! (Blue Note), met Blue Mitchell, Jimmy 'Fats' Ponder, Charles Earland en Idris Muhammad.
- 1969: Hot Dog (Blue Note), met Ed Williams, Melvin Sparks, Charles Earland en Idris Muhammad.
- 1969: Everything I Play Is Funky (Blue Note), met Blue Mitchell, Melvin Sparks, Lonnie Smeth, Jimmy Lewis, Idris Muhammad.
- 1970: Pretty Things (Blue Note), met Blue Mitchell, Ted Dunbar, Leon Spencer en Idris Muhammad.
- 1971: Cosmos (Blue Note)
- 1972: Sophisticated Lou (Blue Note)
- 1973: Sassy Soul Strut (Blue Note), met Thad Jones e.a.
- 1974: Sweet Lou (Blue Note)
- 1976: A Different Scene (Cotillion)
- 1977: Color as a Way of Life (Cotillion)
- 1980: Wee Small Hours / Red Garland (Full House)
- 1980: Fine and Dandy / Lou Donaldson, Red Garland (Lobster)
- 1981: Sweet Poppa Lou (Muse), met Herman Foster, Calvin Hill, Idris Muhammad en Ralph Dorsey.
- 1981: Forgotten Man (Timeless), met Herman Foster, Geoff Fuller en Victor Jones.
- 1982: Lessons in Living / Mose Allison (Elektra/Musician)
- 1982: Back Street (Muse)
- 1984: Lou Donaldson Live in Bologna (Timeless), met Herman Foster, Jeff Fuller en Victor Jones.
- 1990: Lou Donaldson Plays The Right Thing (Milestone), met Lonnie Smeth, Peter Bernstein, Bernard Purdie en Ralph Dorsey
- 1992: Birdseed (Milestone)
- 1993: Caracas (Milestone), met Lonnie Smeth en Peter Bernstein.
- 1995: Sentimental Journey (Columbia), met Lonnie Smeth.

### Als begeleidingsmuzikant
- 1952: Milt Jackson: Wizard of the Vibes (Blue Note)
- 1952: Thelonious Monk: Genius Of Modern Music: Volume 2 (Blue Note)
- 1953: Clifford Brown: Memorial Album (Blue Note)
- 1953: Kenny Dorham: 1953, 1956, 1964 (Royal Jazz)
- 1954: Art Blakey Quintet: A Night at Birdland, Vol. 1 & 2 (BLP)
- 1954 (1962): Art Blakey: Live Messengers/Art Blakey (Blue Note)
- 1957: Jimmy Smith: A Date with Jimmy Smith (Vol. 1 & 2) (Blue Note)
- 1957: Jimmy Smith: Jimmy Smith Trio + LD (Blue Note)
- 1958: Jimmy Smith: The Sermon! (Blue Note)
- 1958: Jimmy Smith: Cool Blues (Blue Note)
- 1963: Jimmy Smith: Rockin' the Boat (Blue Note)

### Compilaties
- 1994: The Righteous Reed! The Best of Poppa Lou (Blue Note)
- 1994: The Best Of Lou Donaldson, Vol. 2: The Blue Note Years
- 1998: Lou Donaldson – Blue Break Beats (Blue Note)
- 2002: The Complete Blue Note Lou Donaldson Session 1957–1960 (Mosaic Records, 6 CDs) met Donald Byrd, Herman Foster, Peck Morrison, Art Taylor, Dave Bailey, Ray Barretto, Curtis Fuller, Sonny Clark, Gene Harris, Andrew Simpkins, Bill Dowdy, Blue Mitchell, Horace Parlan, Bill Hardman en Sam Jones.